# Вязниковское викариатство
Вязнико́вское викариа́тство — викариатство Владимирской епархии Русской православной церкви.

## История
Создано в 1921 году как викариатство Владимирской епархии. Кафедральным городом стали Вязники Владимирской губернии, где имел пребывание викарий. Помимо управления храмами города и уезда викарии осуществляли временное руководство Владимирской епархией.
Осенью 1928 года власти города развернули антицерковную кампанию, целью которой было закрытие городского Казанского собора. Верующие пытались протестовать. 14 декабря епископ Герман, ведущие клирики и миряне были арестованы, а 8 февраля 1929 года собор был закрыт. После осуждения 17 мая того же года епископа Германа, приговорённого к 3 годам ИТЛ, Вязниковское викариатство пресеклось.

## Епископы
- декабрь 1920 — декабрь 1925 — Корнилий (Соболев)
- 1926 — январь 1927 — Василий (Преображенский)
- май — сентябрь 1927 — Нифонт (Фомин)
- сентябрь 1927 — 5 апреля 1928 — Николай (Никольский)
- 26 июня 1928—1929 — Герман (Ряшенцев)